# Campas
Campas ou Achanincas (etnônimo brasílico: Ashaninca) (às vezes grafado, incorretamente, axaninca  ) é um povo indígena também denominado Kampa ou Campa, Ande ou Anti, Chuncho, Pilcozone, Tamba ou  Campari,  autodenominado Ashenĩka, que vive no Peru, na Bolívia e no estado do Acre, no Brasil. São quase 100 000 indígenas, sendo que cerca de 1.645 vivem no Brasil e 97.477 no Peru. No Brasil, habitam as Terras Indígenas Campa do Rio Amônia, Campa do Rio Envira, Caxinawá do Rio Humaitá, Caxinauá/Campa do rio Breu e Igarapé Primavera, todas no sudoeste do estado do Acre.

## Etimologia
A etnia se autodenomina Ashenĩka, que significa "meus parentes", "minha gente", "meu povo". O termo também designa uma categoria de "espíritos bons que habitam no alto".

## História

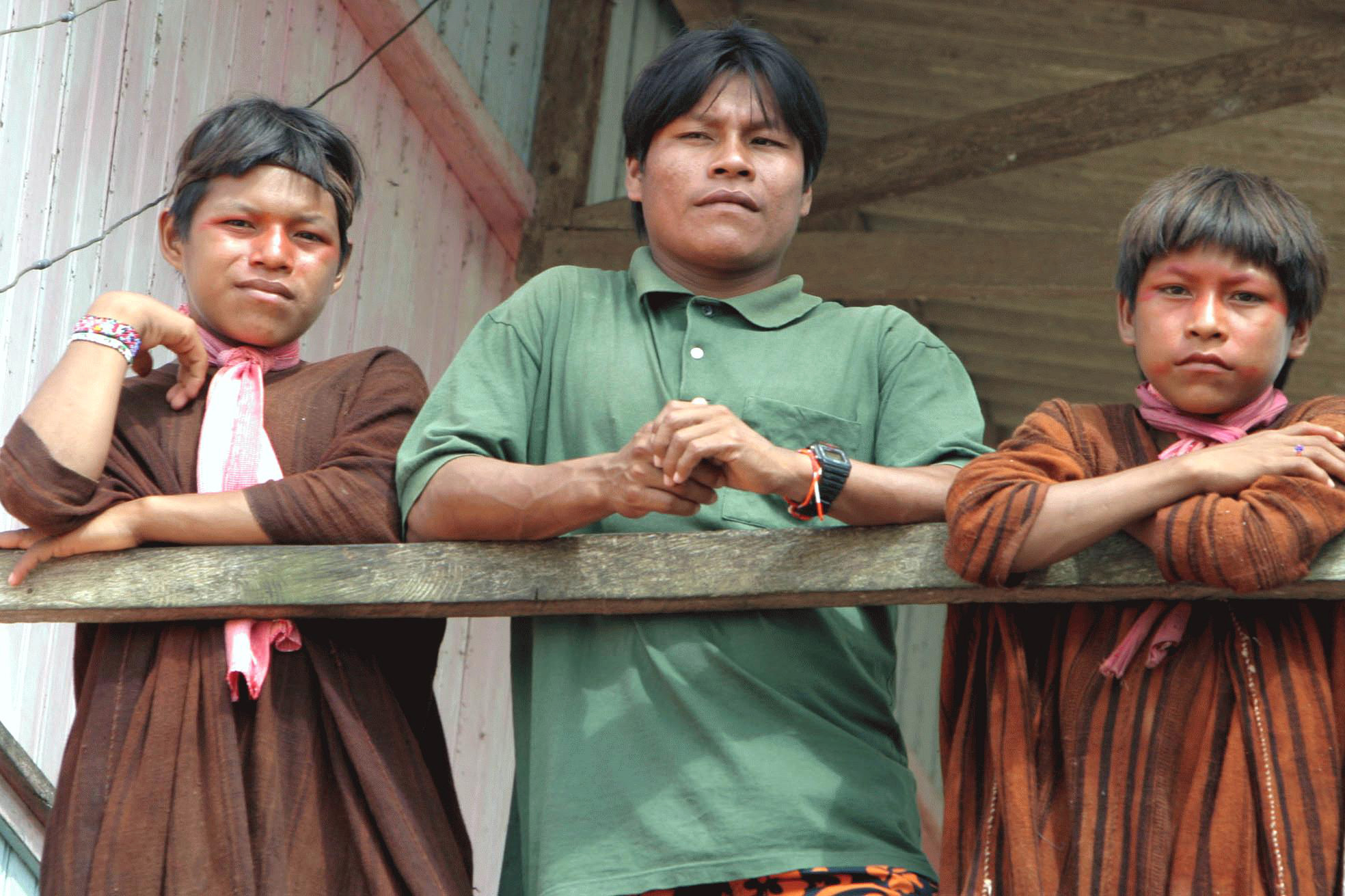
Campa no Acre

Os campas eram conhecidos pelos incas como Anti ou Campa e viviam na província inca de Antisuyu ("Província do Leste", em quéchua). Eram notórios por sua feroz independência e suas habilidades bélicas em proteger com sucesso sua terra e cultura contra a invasão de forasteiros. Sua língua pertence ao tronco linguístico aruaque. Agruparam-se no Peru, por volta do século XII. Com a chegada dos espanhóis ao Peru e consequentemente a queda do Império Inca, no século XVI, alguns dos indígenas de etnias aruaque que habitavam o império ou suas zonas de fronteira fugiram para o atual Acre, onde permanecem até hoje.

## Xamanismo
Entre os campas, tanto a bebida feita de ayuaska como o ritual são chamados kamarãpi ("vômito, vomitar"). A cerimônia é sempre realizada à noite e pode se prolongar até de madrugada. As reuniões são constituídas de grupos pequenos (cinco ou seis pessoas). O kamarãpi se caracteriza pelo respeito e silêncio, sendo a comunicação entre os participantes mínima, interrompida apenas por cantos inspirados pela bebida. Esses cantos sagrados do kamarãpi não são acompanhados por nenhum instrumento musical e permitem aos campas comunicarem-se com os espíritos, agradecerem e homenagearem Pawa, o sol, que, em sua mitologia, é o filho da Lua.
O kamarãpi é um legado de Pawa, que deixou a bebida para que os campas adquirissem o conhecimento e aprendessem como se deve viver na Terra. O conhecimento e o aprendizado xamânicos (sheripiari) se dão através do consumo regular e repetitivo da bebida, durante anos, sem nunca estar concluídos. A experiência confere respeito e credibilidade. É através do kamarãpi que o sheripiari realiza suas viagens nos outros mundos e adquire a sabedoria para curar os males e as doenças que afetam a comunidade.
A cura realizada através do kamarãpi é eficaz apenas para as doenças nativas causadas, geralmente, por meio da feitiçaria. Contra as "doenças de branco", os Ashaninka só podem lutar com o auxílio de remédios industrializados.
Em um trabalho de campo realizado entre julho e setembro de 2007, numa comunidade campa de Baixo Quimiriqui, no Distrito de Pichanaqui, no Departamento de Junín, no Peru, foi identificada a utilização de 402 plantas medicinais, principalmente ervas das famílias Asteraceae, Araceae, Rubiaceae, Euphorbiaceae, Solanaceae e Piperaceae. 84 por cento das plantas medicinais eram selvagens e 63 por cento foram coletadas da floresta. Espécimes exóticos representaram apenas 2 por cento dessas plantas. Problemas relacionados à pele, sistema digestivo e a categorias próprias de seu sistema de crenças culturais representaram 57 por cento de todas as aplicações medicinais.

## Artesanato
Os campas se destacam na tecelagem, produzindo redes, roupas e bolsas, além de cestaria, chapéus e outros adereços, instrumentos musicais e diversos objetos de madeira.